# محطة القاع
محطة القاع؛ هي أحد المحطات الرئيسية لدرب زبيدة التاريخي ويقع في منطقة تقذرة الحمرة بـمنطقة الحدود الشمالية من المملكة العربية السعودية.

## عن المحطة
من أهم معالم محطة القاع هي بركتين ماء متجاورتين أحدهما شمالية والآخرى جنوبية أصبحت مطمورة بالرمال لعدم الصيانة والعناية بها منذ وقت طويل.
كما يتواجد بالمحطة عدد من المباني المعمارية المتفرقة منها قصر كبير و صف من المخازن بالإضافة إلى غرف داخلية. وفي الجزء الشمالي يوجد 16 غرفة و قلعة ومسجد.

## المؤرخين
قال عنها الحربي في كتابه "المناسك" أن بها قلعة و مسجدان و قصر وهو أحصن منازل الطريق بناء وبه أربع برك.